# کیهیون
یو کی-هیون (به کره ای:유기현:به انگلیسی:yoo-kihyun)(زاده۲۲ نوامبر۱۹۹۳) یک خواننده اهل کره جنوبی است. او خواننده اصلی گروه مانستا اکس است.

## زندگی
کیهیون در ۲۲ نوامبر ۱۹۹۳ در شهر گویانگ کره جنوبی زاده شد. او یک برادر بزرگتر دارد.
وی در سال ۲۰۱۰ کارآموزی خود را شروع کرد و پس از سه سال به کمپانی استارشیپ وارد شد و در سال ۲۰۱۴ پس از شرکت در برنامه زنده نومرسی به عنوان یکی از اعضا گروه مانستااکس انتخاب شد و کار خوانندگی خود را آغاز کرد.
او علاقه زیادی به آشپزی دارد و مسئولیت درست کردن غذا بر عهده اوست. او به لبخندهای زیبایش معروف است.

## مونستااکس
کیهیون سومین عضوی بود که در برنامه نومرسی به صورت رسمی معرفی شد و در حال حاضر خواننده اصلی این گروه است.